# Pontomyia oceana
Pontomyia oceana är en tvåvingeart som beskrevs av Tokunaga 1964. Pontomyia oceana ingår i släktet Pontomyia och familjen fjädermyggor. Inga underarter finns listade i Catalogue of Life.